# Drabescus henanensis
Drabescus henanensis är en insektsart som beskrevs av Zhang, Zhang och Chen 1997. Drabescus henanensis ingår i släktet Drabescus och familjen dvärgstritar. Inga underarter finns listade i Catalogue of Life.